# قائمة معابر فلسطين
هذه قائمة بالمعابر الحدودية في دولة فلسطين، حيث مصطلح دولة فلسطين يشمل كل من الضفة الغربية وقطاع غزة والقدس الشرقية:
| الرقم | اسم المعبر         | الموقع                             | يقطع بين             | الحالة                         | أسماء أخرى                           |
| 1     | معبر رفح           | مدينة رفح (قطاع غزة)               | بين فلسطين و مصر     | فعال\مغلق                      |                                      |
| 2     | معبر الطيبة        | مدينة طولكرم (الضفة الغربية)       | بين فلسطين و إسرائيل | فعال                           | معبر طولكرم التجاري معبر شاعر إفرايم |
| 3     | معبر 104           | مدينة طولكرم (الضفة الغربية)       | بين فلسطين و إسرائيل | فعال                           | معبر خضوري معبر نتساني عوز           |
| 4     | معبر جبارة         | مدينة طولكرم (الضفة الغربية)       | بين فلسطين و إسرائيل | فعال                           | معبر 407                             |
| 5     | معبر إيرز          | بلدة بيت حانون (قطاع غزة)          | بين فلسطين و إسرائيل | فعال                           | معبر بيت حانون                       |
| 6     | معبر المنطار       | مدينة غزة (قطاع غزة)               | بين فلسطين و إسرائيل | أغلقته إسرائيل نهاية مايو 2011 |                                      |
| 7     | معبر كرم أبو سالم  | مدينة رفح (قطاع غزة)               | بين فلسطين و إسرائيل | فعال                           |                                      |
| 8     | معبر الكرامة       | مدينة أريحا (الضفة الغربية)        | بين فلسطين و الأردن  | فعال                           | جسر الملك حسين جسر اللنبي            |
| 9     | جسر الملك عبد الله | مدينة أريحا (الضفة الغربية)        | بين فلسطين و الأردن  | معطل منذ حرب النكسة عام 1967   |                                      |
| 10    | جسر دامية          | الأغوار الفلسطينية (الضفة الغربية) | بين فلسطين و الأردن  | مغلق منذ انتفاضة الأقصى        |                                      |